# BAIC Group
BAIC Group (также известна как Beijing Automotive Industry Holding Co. или Beijing Automotive Group Co.) — китайская государственная холдинговая компания, объединяющая несколько автомобилестроительных и машиностроительных предприятий. Основана в 1958 году, штаб-квартира расположена в Пекине, общее число сотрудников — 100 тыс. человек.
Основными дочерними компаниями BAIC Group являются BAIC Motor (легковые автомобили), BAW (военные и SUV автомобили), Foton Motor (грузовики, автобусы, сельхозтехника), Changhe (микроавтобусы и внедорожники). Совместные предприятия Beijing Hyundai и Beijing Benz выпускают для китайского рынка автомобили марок Hyundai и Mercedes соответственно.
BAIC Group (включая её дочерние структуры) входит в десятку крупнейших производителей автомобилей в Китае и является вторым по величине производителем коммерческих автомобилей. Главными экспортными рынками BAIC Group являются Россия, ЮАР, Вьетнам, Египет, Мексика, Бразилия, Колумбия, Бангладеш, Индия, Филиппины, Индонезия, Монголия и Италия.
В списке крупнейших компаний мира Fortune Global 500 за 2022 год компания заняла 162-е место. По количеству проданных автомобилей в 2021 году (1,723 млн) BAIC Group заняла 6-е место в КНР.

## История
В 1953 году в Пекине была основана «Первая фабрика автомобильных комплектующих», которую в 1958 году переименовали в Beijing Automobile Works (BAW). В 1984 году была основана Beijing Jeep Corporation — первое в Китае совместное автомобильное предприятие между государственной группой BAIC и американской компанией American Motors (в 1987 году компанию American Motors приобрела корпорация Chrysler, а в 1998 году Chrysler объединился с немецким концерном Daimler). В 1987 году BAW поглотила Beijing Motorcycle Company. В 2002 году была создана компания Beijing Hyundai — совместное предприятие между группой BAIC и корейской корпорацией Hyundai Motor по производству легковых автомобилей.
В 2005 году компания Beijing Jeep Corporation была переименована в Beijing Benz (совместное предприятие между BAIC и Daimler Chrysler). В 2006 году было создано совместное предприятие между Foton Motor и американской компанией Cummins по производству дизельных двигателей. В 2007 году корпорация Daimler Chrysler продал своё американское подразделение Chrysler и был переименован в Daimler AG (китайское СП Beijing Benz вошло в состав немецкой группы Daimler).
В 2009 году компания Foton Motor создала совместные предприятия с немецким автомобильным концерном Daimler по производству грузовиков и с компанией Pulead Technology Industry по производству аккумуляторных батарей для автомобилей. В 2010 году компания Beijing Benz открыла в Пекине новый автосборочный завод. В 2013 году Daimler приобрёл 9,5 % акций дочерней компании BAIC Motor. В том же 2013 году BAIC Group приобрела у другой государственной компании Changan 70 % акций производителя микроавтобусов Changhe Auto из провинции Цзянси. 
В 2017 году компания Beijing Hyundai открыла в городе Чунцин новый автосборочный завод. В том же 2017 году было создано совместное предприятие между Foton Motor и немецкой компанией ZF Friedrichshafen AG по производству автоматических коробок передач. В июле 2019 года BAIC Group приобрела 5 % акций концерна Daimler (ещё 10 % Daimler принадлежат китайской частной компании Geely Automobile). Также в июле 2019 года BAIC Group и канадская корпорация Magna International создали совместное предприятие по производству электромобилей в городе Чжэньцзян.
В 2020 году BAIC Group передала свою долю в BAW (Beijing Automobile Works Co.) компании Qingdao Fulu Investment Holding Group. BAW была основана в 1953 году в Пекине, производила военные и гражданские внедорожники, пикапы, микроавтобусы и грузовики под марками BJ, Fenix, Yusheng, Luba, Jinggangshan, Dongfanghong и Hongwei.
В 2023 году в ЮАР заработала первая зарубежная база компании по производству легковых автомобилей. По итогам 2023 года BAIC Group продала около 1,7 млн автомобилей, что на 17,6 % больше по сравнению с предыдущим годом. Годовой доход компании составил 480,3 млрд юаней (67,58 млрд долларов США). На зарубежный рынок было поставлено 190 тыс. автомобилей (+ 73,5 % по сравнению с прошлым годом).

## Структура

### Дочерние компании
- Компания BAIC Motor (BAIC Motor Corporation Limited) основана в 2010 году в Пекине, производит легковые и коммерческие автомобили под марками Senova, BAIC BJ и Beijing BJ, а также автомобильные комплектующие. Акции BAIC Motor с 2014 года котируются на Гонконгской фондовой бирже (главными акционерами компании являются BAIC Group, государственная металлургическая корпорация Shougang Group и немецкий концерн Daimler). По состоянию на 2019 год продажи BAIC Motor составляли 23 млрд долларов, активы — 25,1 млрд долларов, рыночная капитализация — 6,4 млрд долларов, в компании работало 20,4 тыс. сотрудников[12][13].

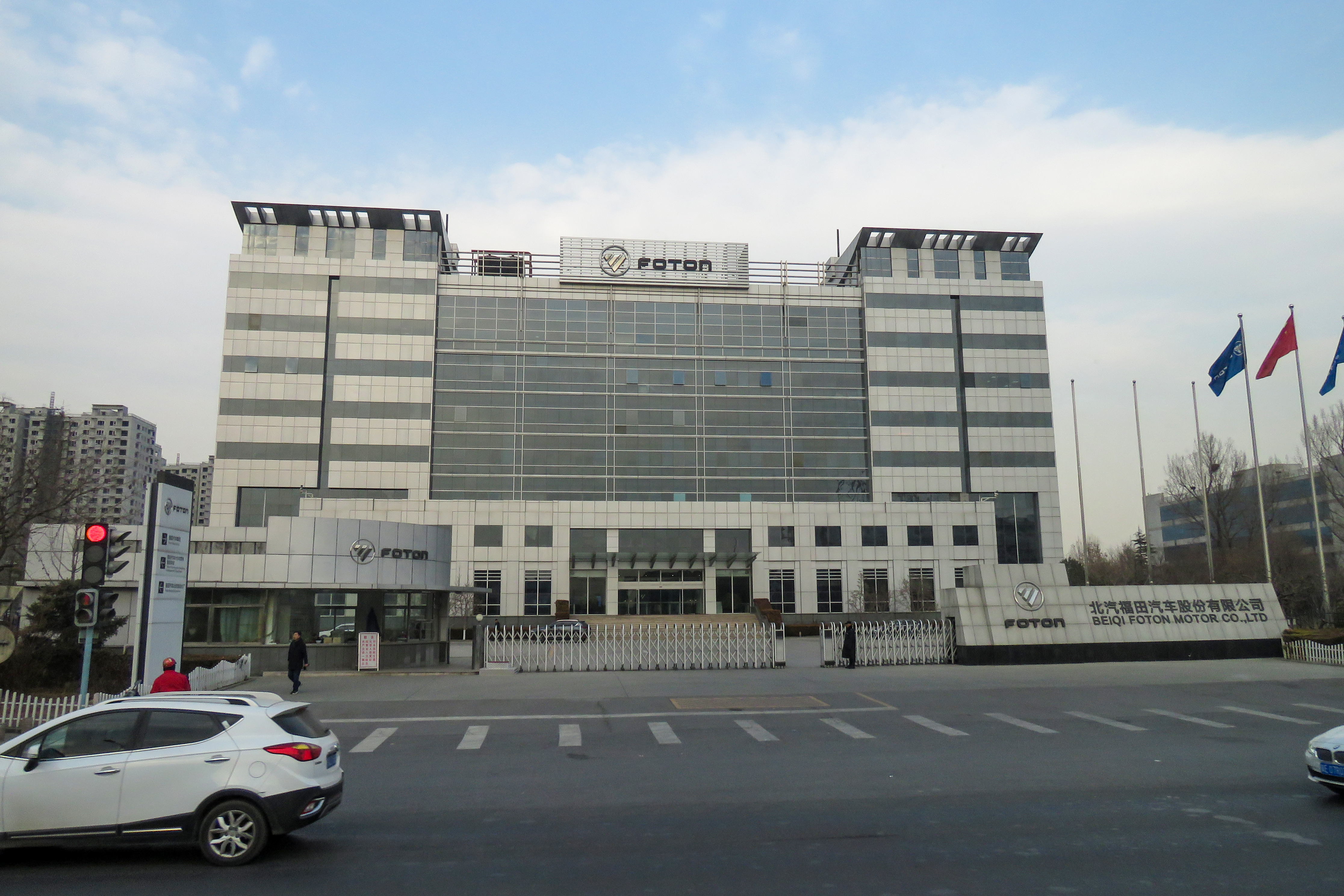
Штаб-квартира компании Beiqi Foton Motor

- Компания Foton Motor Group (Beiqi Foton Motor Co.) основана в 1996 году в Пекине, производит автобусы, грузовики, микроавтобусы, минивэны, внедорожники и сельскохозяйственную технику под марками Foton, AUV, Auman, Aumark, Forland, Ollin, Gratour и Sauvana. Сборочные предприятия Foton Motor работают в Индии, Бангладеш и Бразилии[14].

- Компания Changhe (Jiangxi Changhe Automobile Co.) основана в 1969 году в городе Цзиндэчжэнь, производит лёгкие грузовики, фургоны, минивэны, микроавтобусы и кроссоверы под марками Changhe, Freedom, Ideal и Beidouxing.

- Компания BAIC Yinxiang (совместное предприятие BAIC Group и Yinxiang Group из Чунцина) основана в 2010 году, выпускает легковые автомобили под марками Weiwang, Huansu и Bisu.

- Компания BAIC Group BluePark New Energy Technology (производство электромобилей)[15].

- Компания BHAP (Beijing Hainachuan Automotive Parts Co.) основана в 2008 году в Пекине, производит автомобильные детали и комплектующие. В компании работает около 30 тыс. человек[16].

- Компания BGAC (Beijing General Aviation Co.) занимается разработкой, производством и обслуживанием авиационной техники[17].

- Компания BAIC International Development Co. занимается экспортом продукции группы и отвечает за международные операции BAIC Group.

- Компания BAIC Rocar занимается лизингом и техническим обслуживанием автомобилей, а также поставками запчастей.

- Компания BAIC Mobility основана в 2017 году, развивает каршеринговый бизнес BAIC Group[18].

Среди других дочерних структур BAIC Group — BAIC Investment, BAIC Hong Kong Investment, Beijing Beinei Engine Parts and Components, Beijing Automobile Assembly, BAIC Motor Powertrain, BAIC Motor Sales, BAIC BluePark New Energy Technology, BAIC MB-tech Development Center. В итальянском Турине работает Центр моделирования BAIC Group.

### Совместные предприятия
- Beijing Hyundai Motor Co. (Пекин) — совместное предприятие BAIC Motor и Hyundai Motor по производству легковых автомобилей.
- Beijing Benz Automotive Co. (Пекин) — совместное предприятие BAIC Motor и Daimler по производству легковых автомобилей[19].
- Fujian Benz Automotive Co. (Фучжоу) — совместное предприятие BAIC Motor, Fujian Motor Industry Group и Daimler по производству легковых автомобилей[20].
- Beijing Foton Daimler Automobile (Пекин) — совместное предприятие Foton Motor и Daimler по производству грузовиков.
- Beijing Foton Cummins Engine Co. (Пекин) — совместное предприятие Foton Motor и Cummins по производству двигателей.
- BAIC BJEV (Beijing Electric Vehicle Co.) — совместное предприятие BAIC Group, Magna International и LeEco по производству электромобилей под маркой ArcFox (включая завод в уезде Хуанхуа)[21][22].

Среди других совместных предприятий BAIC Group — Mercedes-Benz Leasing, Beijing Hyundai Auto Finance, BAIC Group Finance и Beijing Mercedes-Benz Sales Service.

### BAIC в России
В апреле 2023 года на калининградском заводе «Автотор» начали сборку автомобилей марки BAIC. Список запланированных к выпуску моделей включает семь позиций: седан U5 Plus, кроссоверы X35, X55 и X7, рамные внедорожники BJ40 Plus и BJ60 и электромобиль BAIC. В 2025 году стартовали продажи новой модели BAIC Beijing X50.

## Галерея

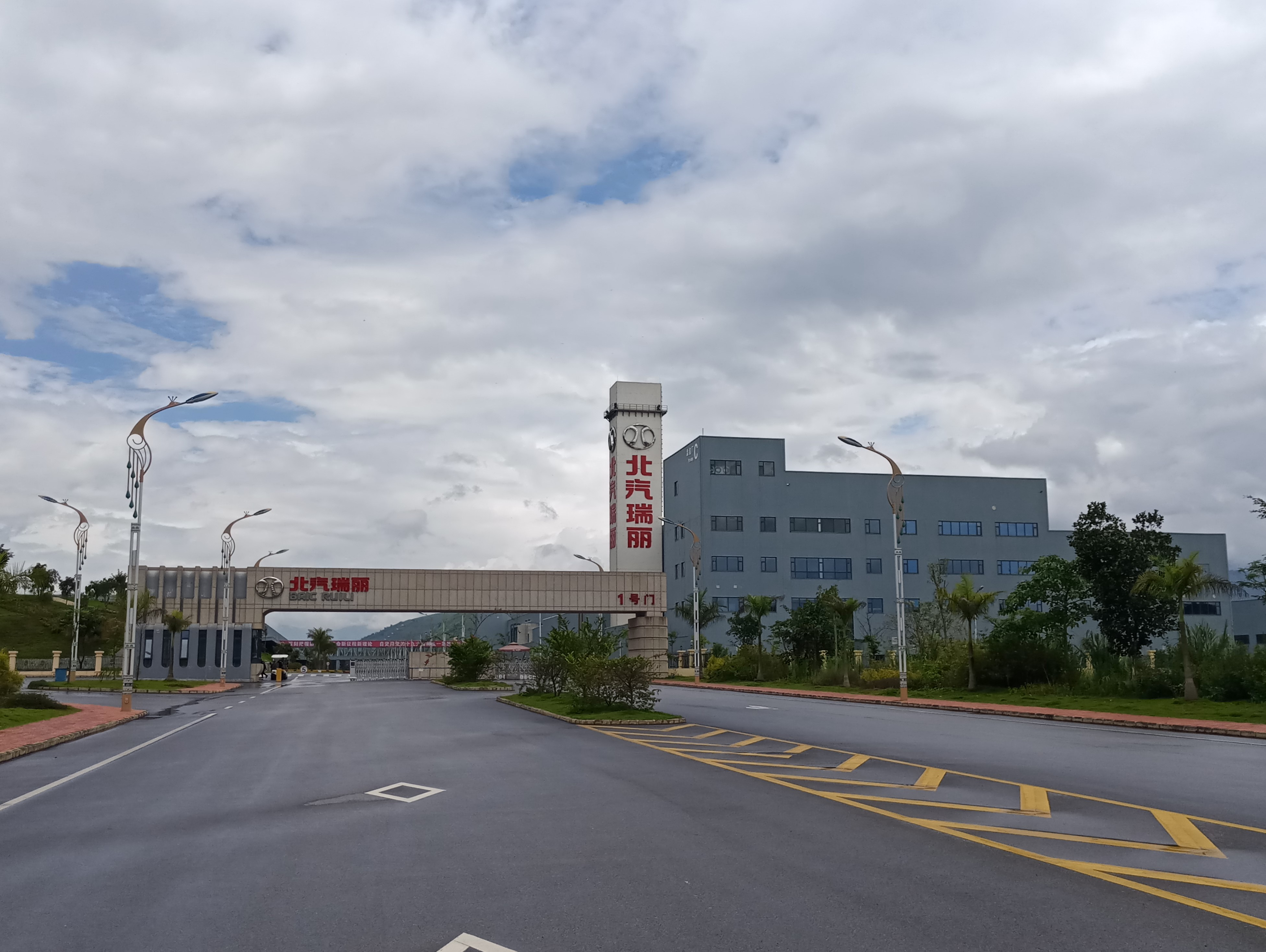
Завод BAIC в городе Жуйли
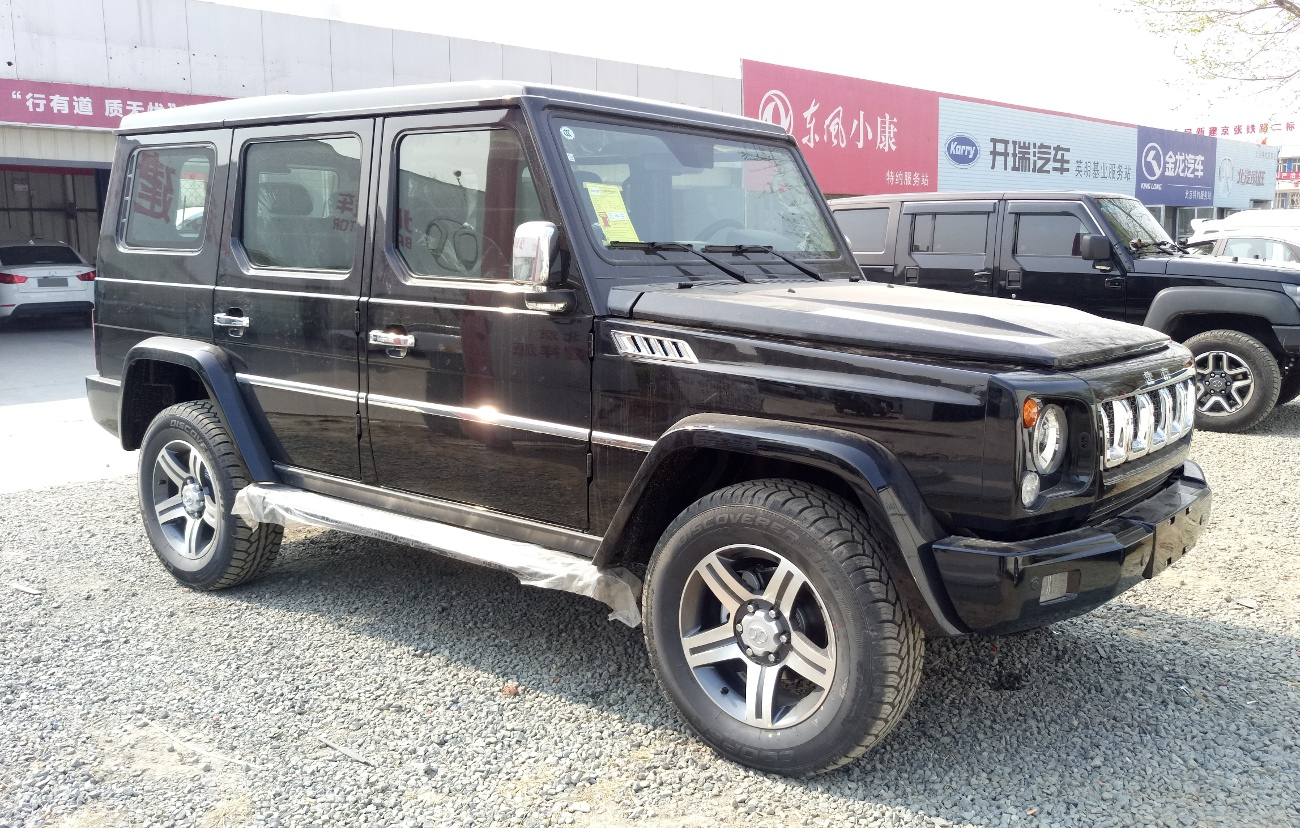
Beijing BJ80
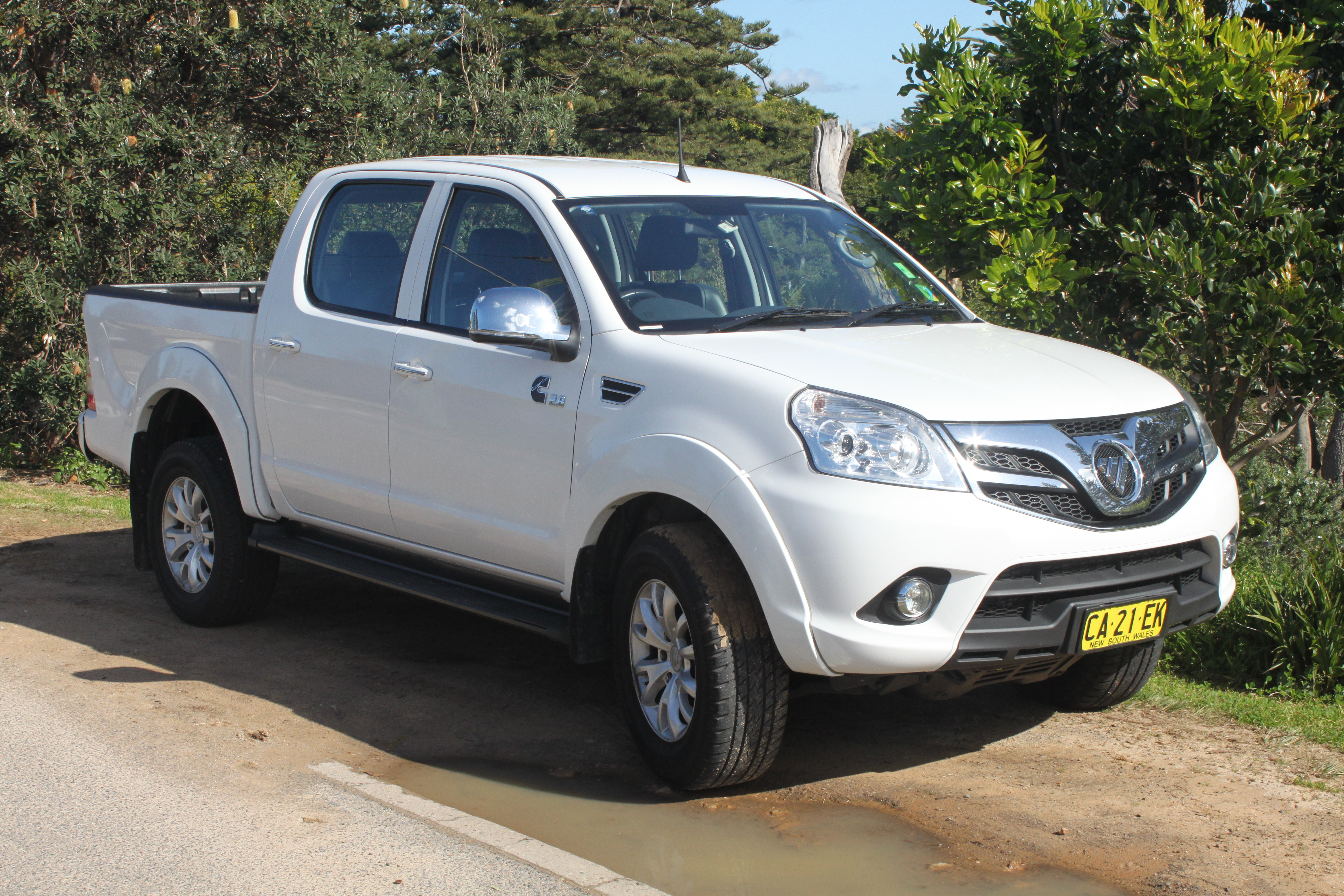
Foton Tunland
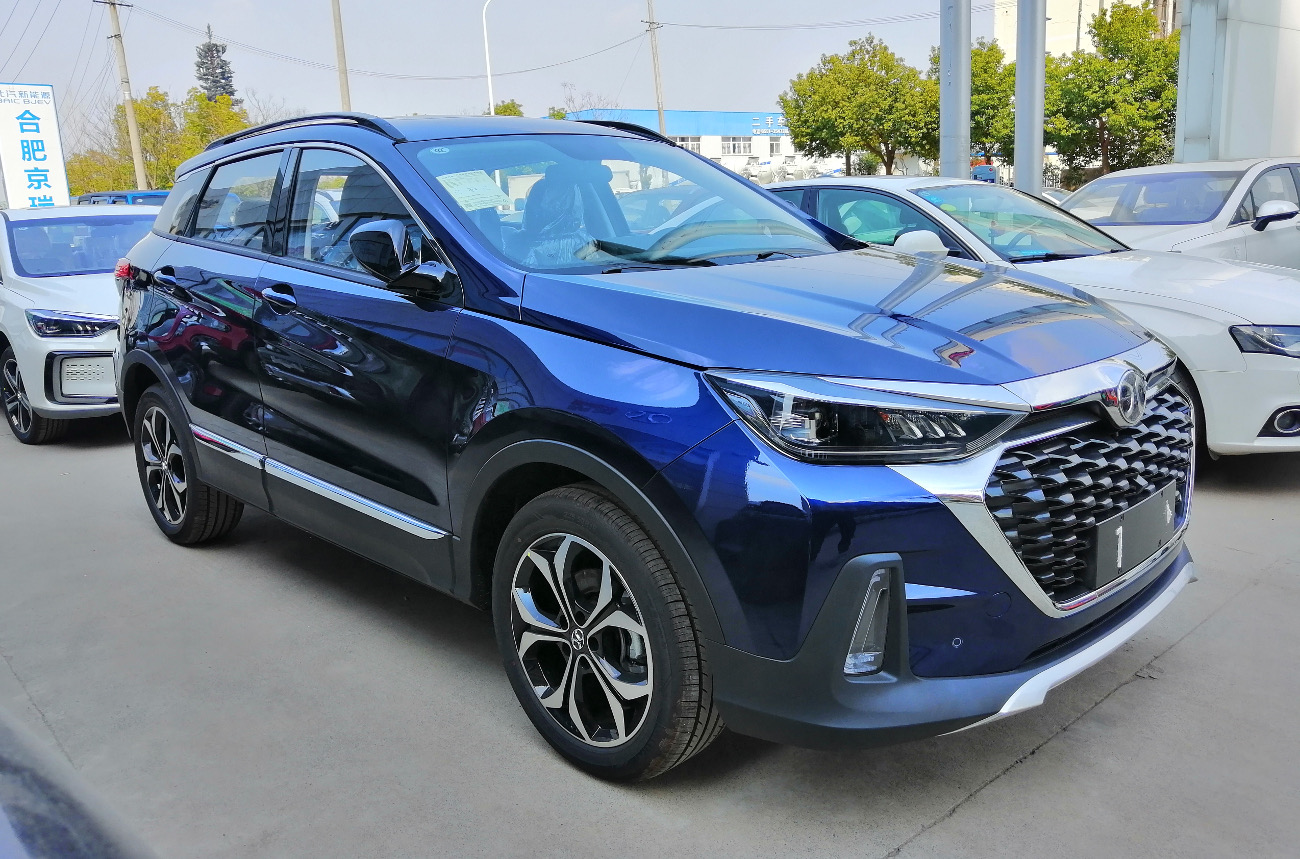
Senova Zhixing
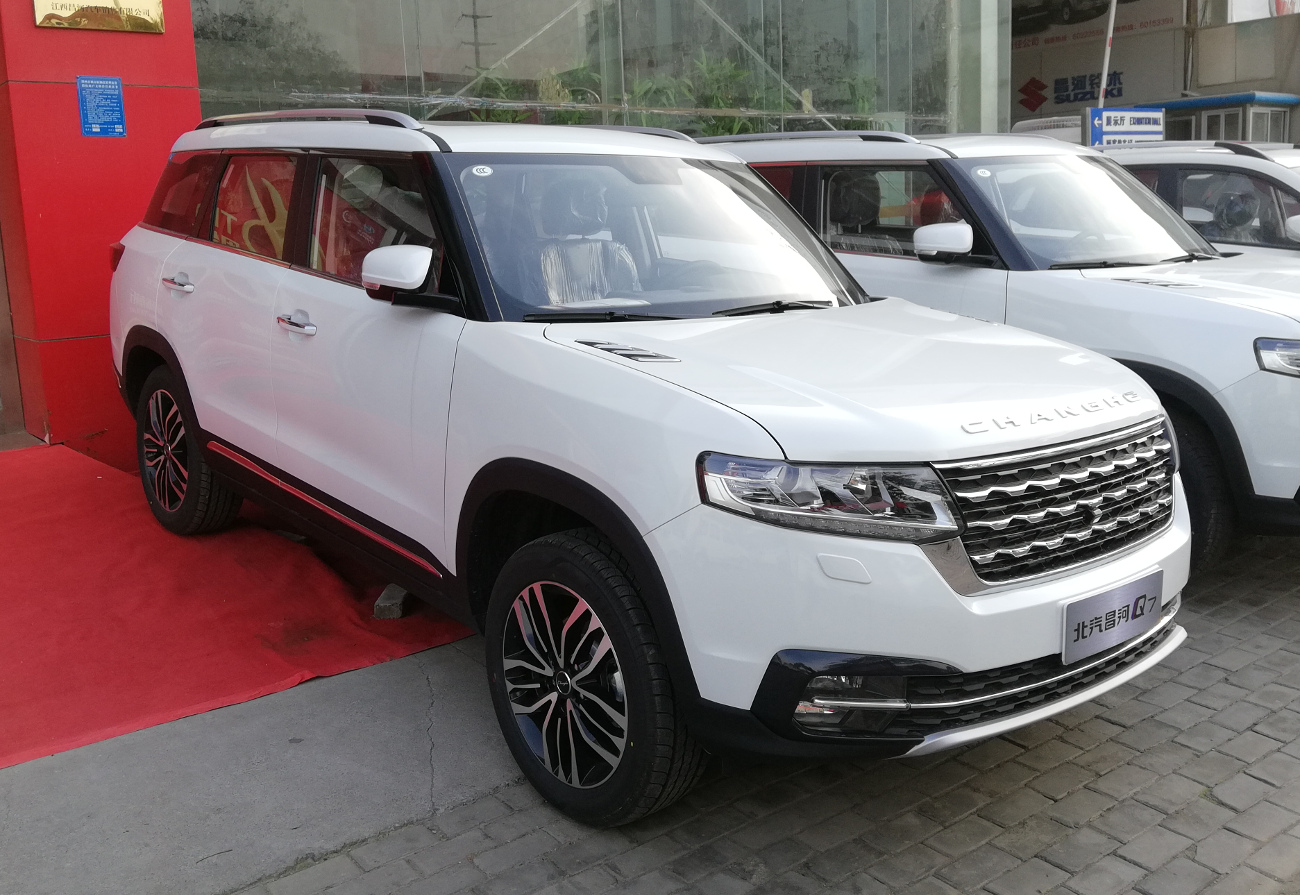
Changhe Q7
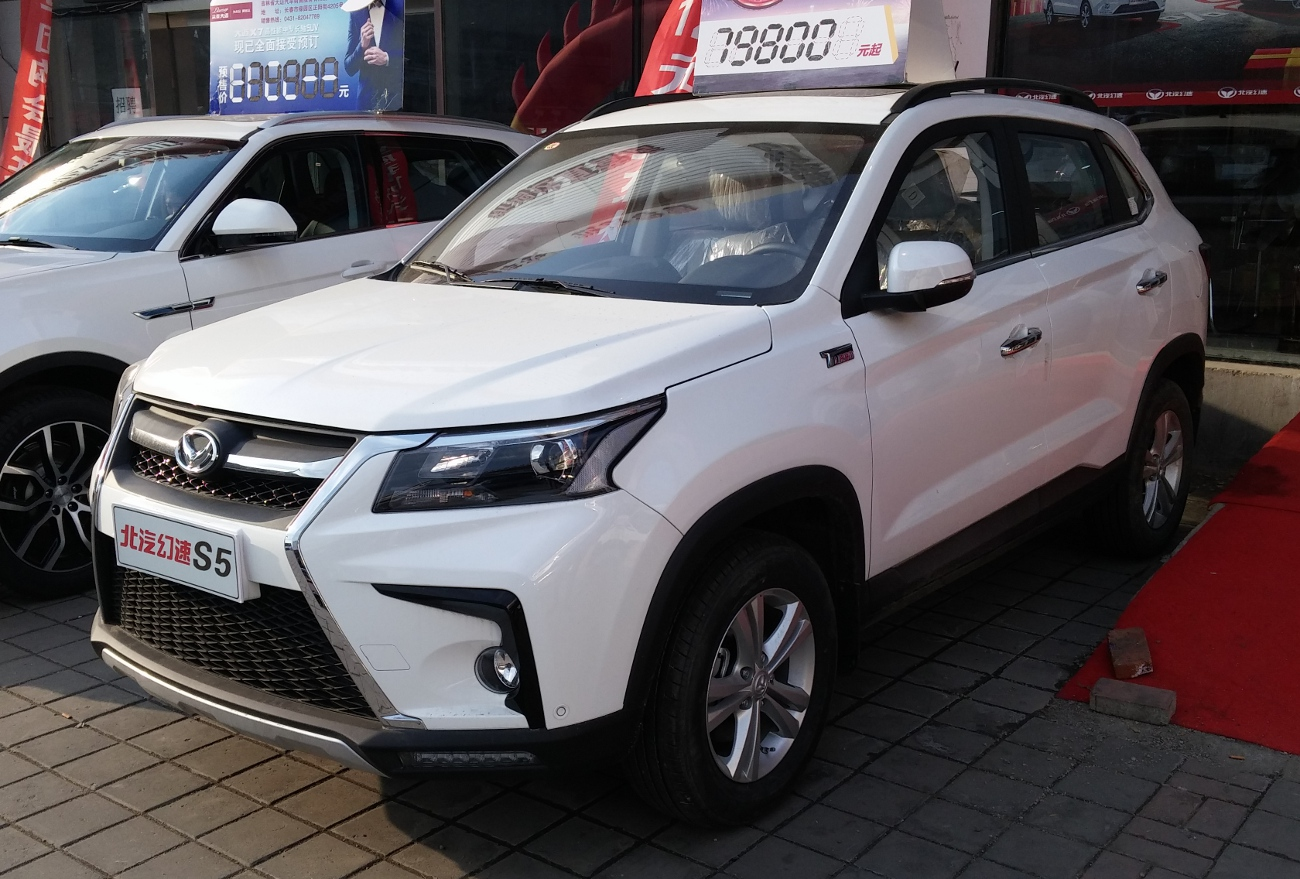
Huansu S5
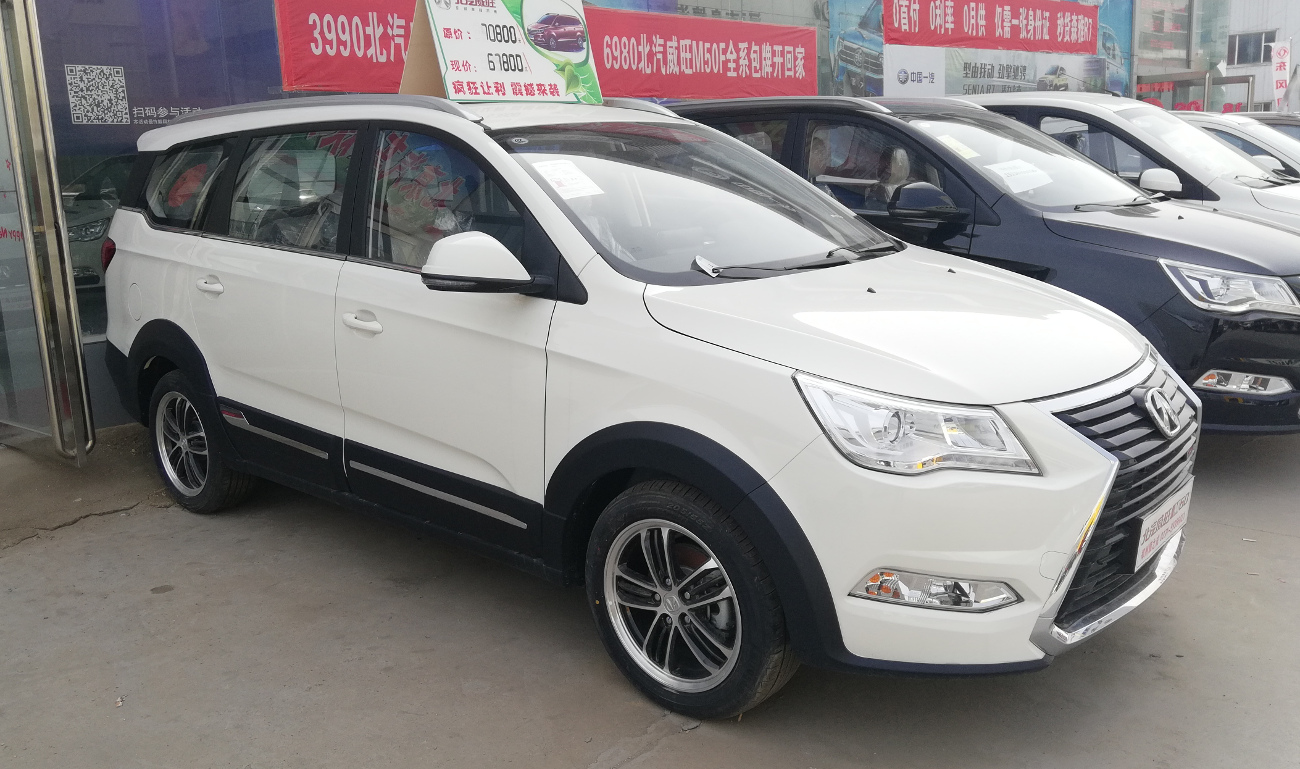
Weiwang M60
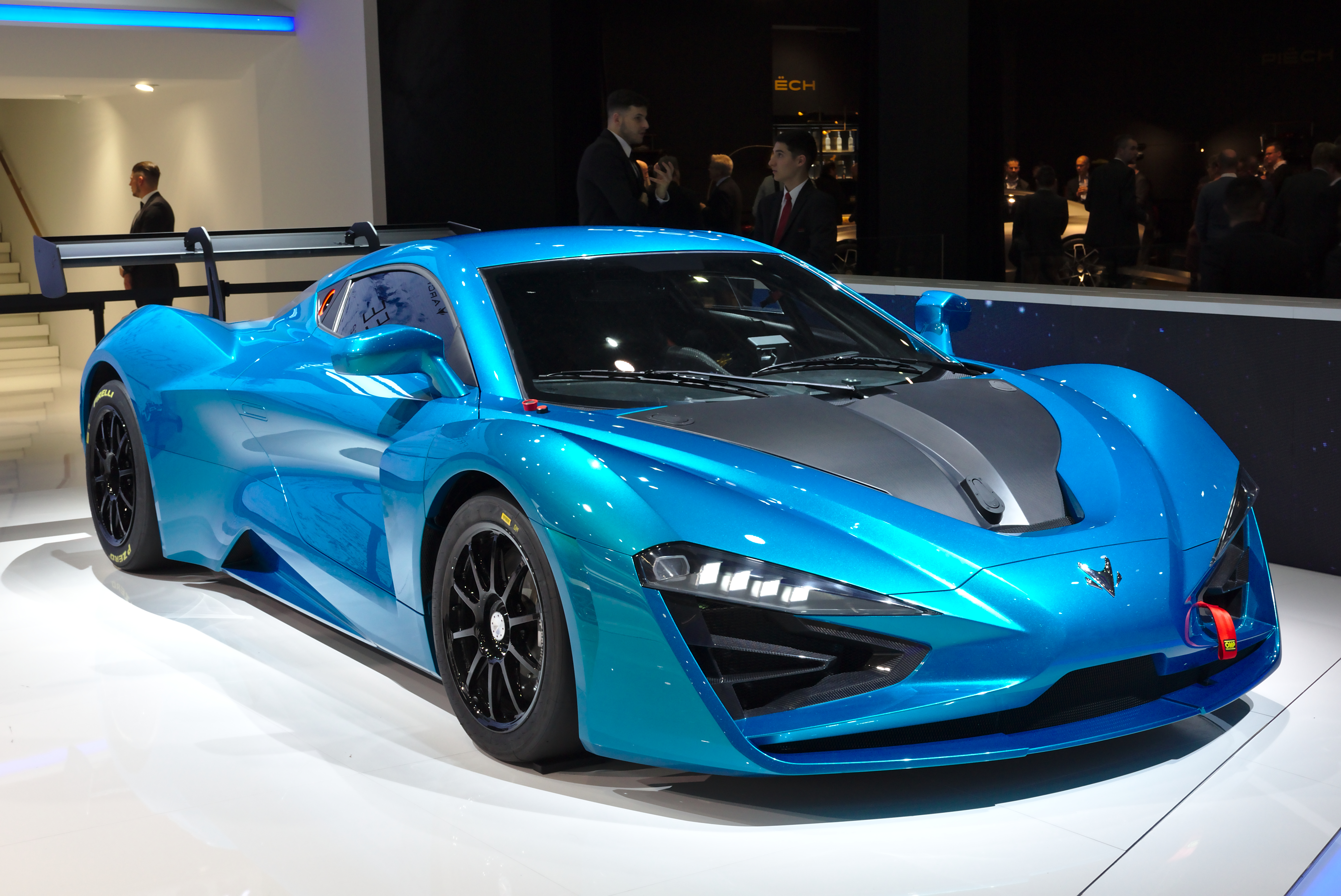
Arcfox GT Race
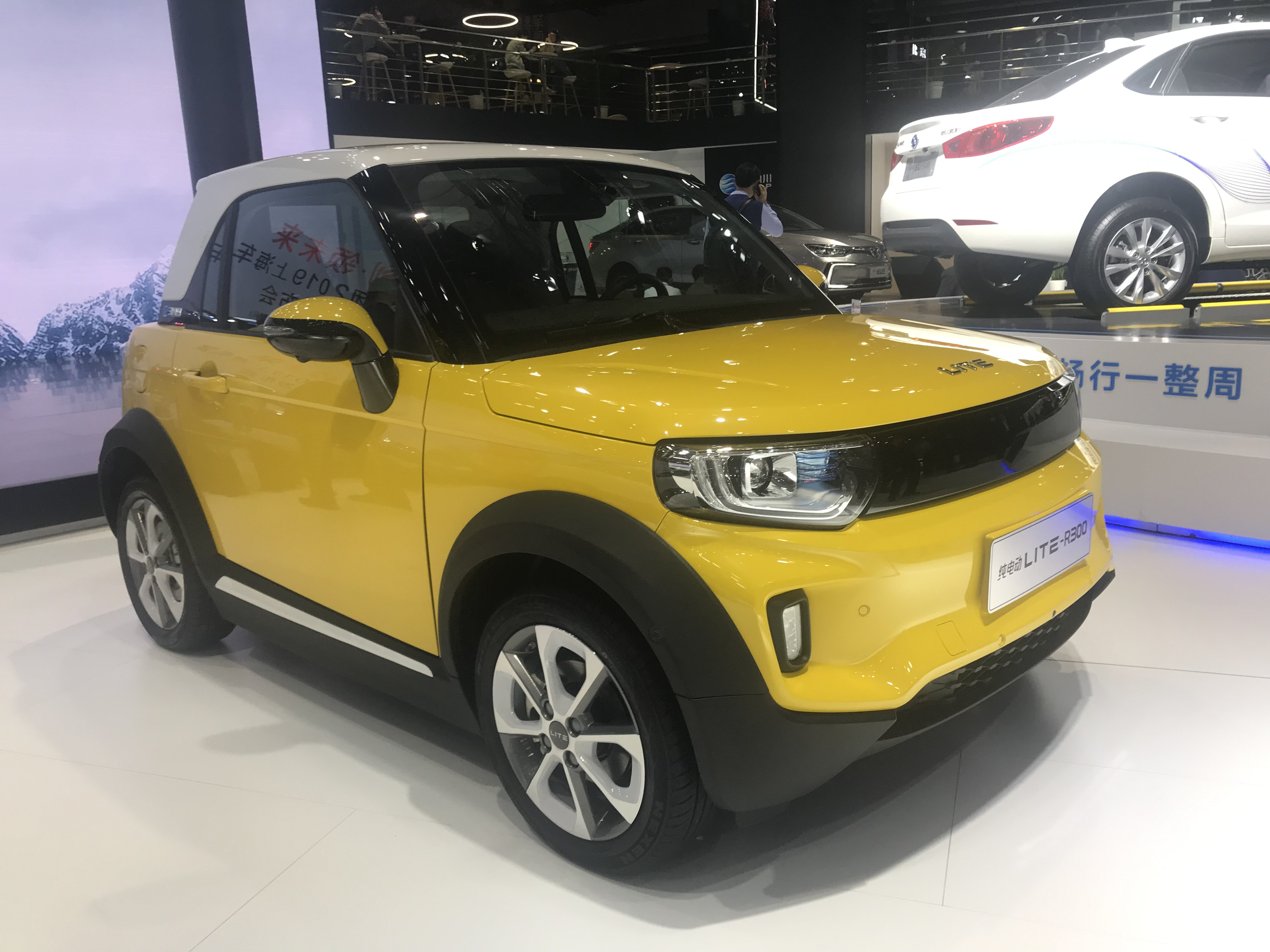
BJEV Lite
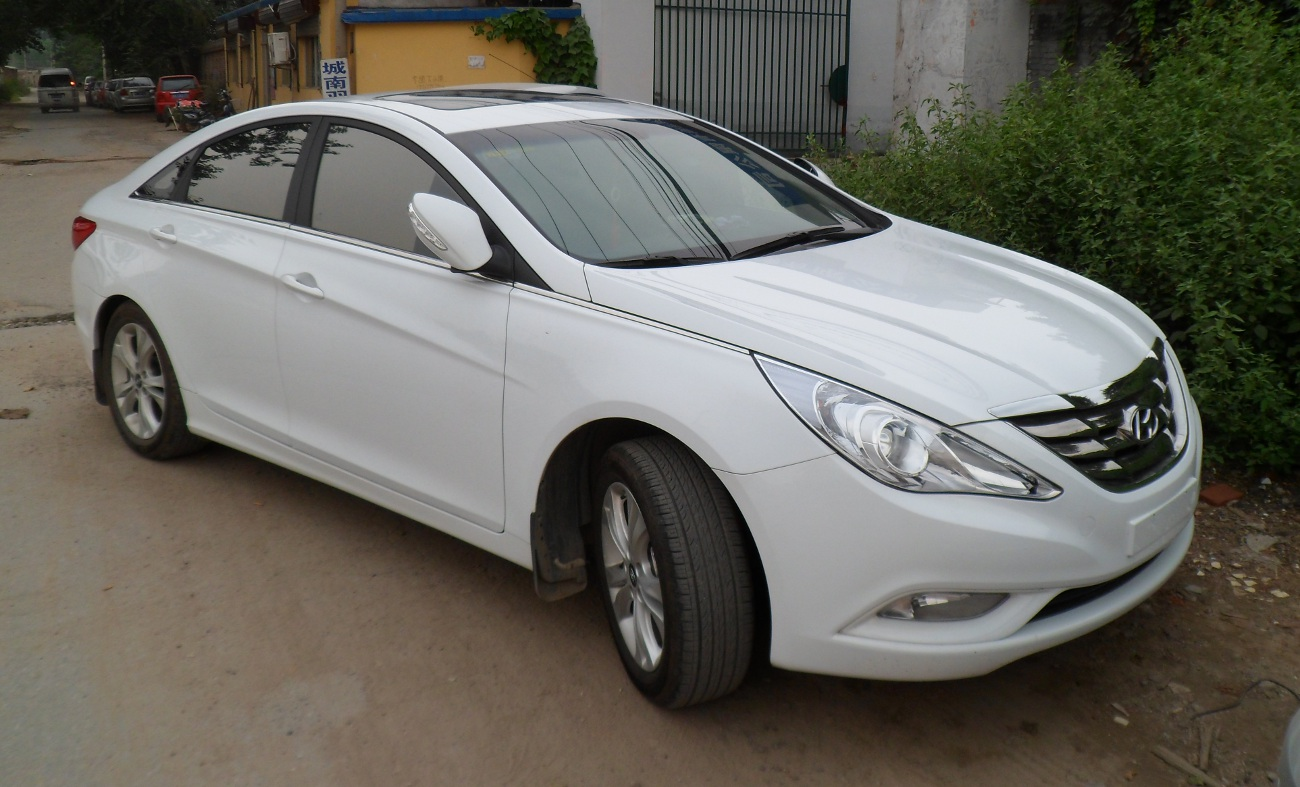
Hyundai Sonata
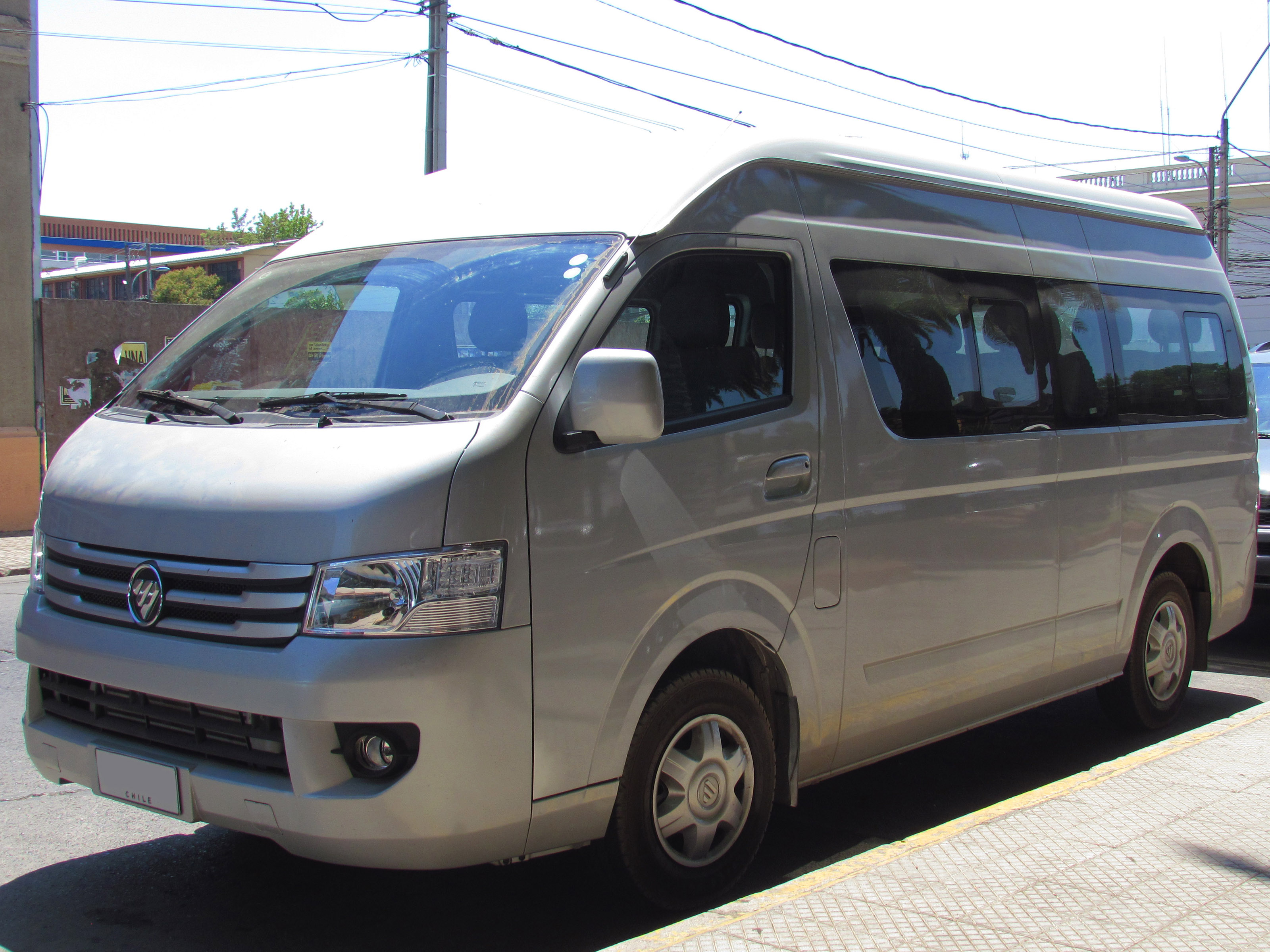
Foton K1
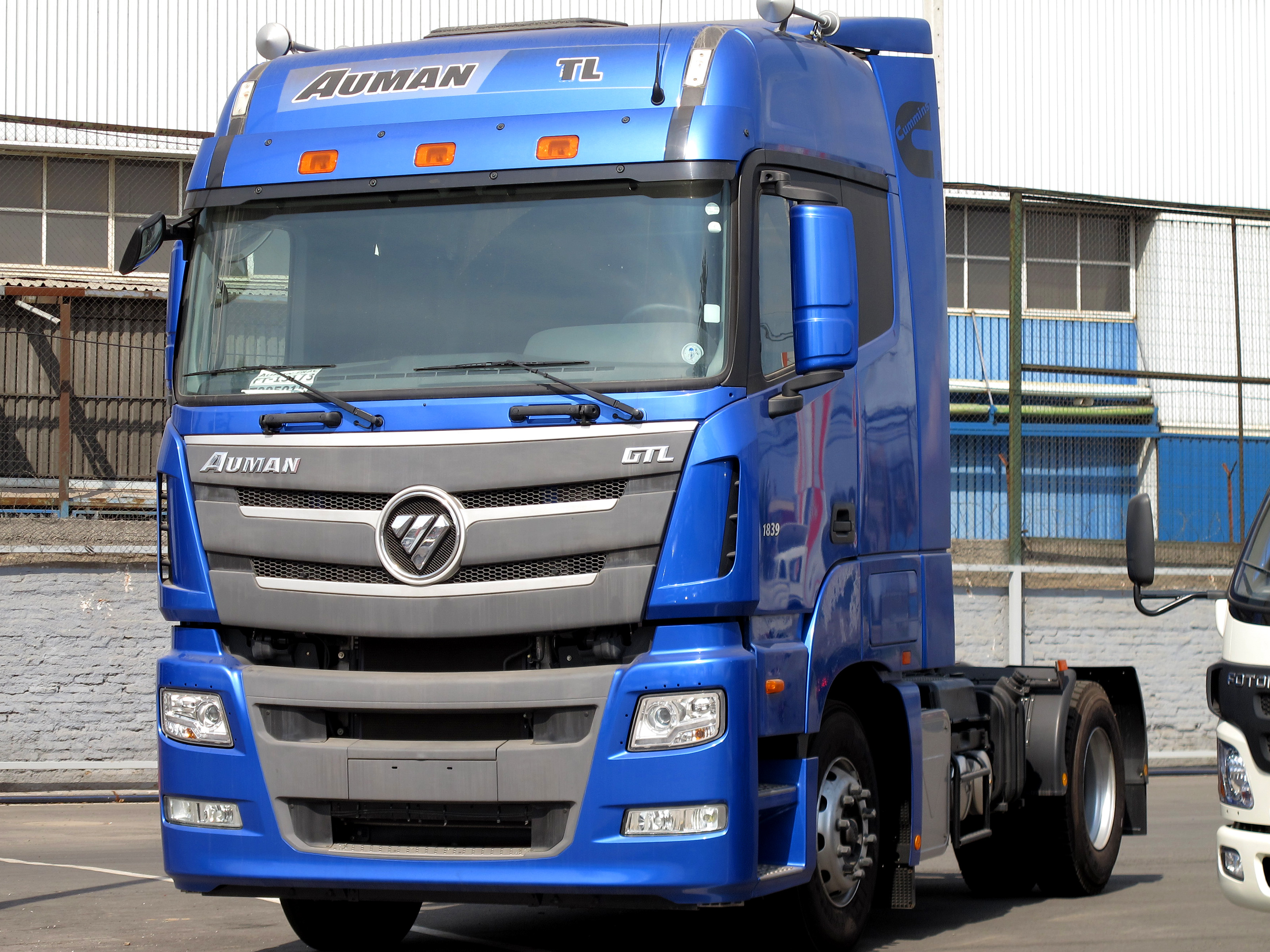
Foton Auman